# Agastache pallidiflora
Agastache pallidiflora är en kransblommig växtart som först beskrevs av Amos Arthur Heller, och fick sitt nu gällande namn av Per Axel Rydberg. Agastache pallidiflora ingår i släktet anisisopar, och familjen kransblommiga växter.

## Underarter
Arten delas in i följande underarter:
- A. p. neomexicana
- A. p. pallidiflora